# اشچینیتک، گمینا لوبارتو
اشچینیتک، گمینا لوبارتو (به لاتین: Trzciniec, Gmina Lubartów) یک منطقهٔ مسکونی در لهستان است که در Gmina Lubartów واقع شده‌است.